# Divizia B 1938/39
Die Divizia B 1938/39 war die fünfte Spielzeit der zweithöchsten rumänischen Fußballliga. Nach den Aufstiegsspielen stiegen CAM Timișoara, Unirea Tricolor Bukarest und Gloria CFR Galați in die Divizia A auf.

## Modus
Die Divizia B wurde in zwei Staffeln mit jeweils zwei Gruppen und zehn Mannschaften ausgetragen. Die Sieger der vier Gruppen ermittelten in einer Aufstiegsrunde drei Aufsteiger in die Divizia A. Für einen Sieg gab es zwei Punkte, für ein Unentschieden einen und für eine Niederlage keinen Punkt. Bei Punktgleichheit am Saisonende entschied zunächst der direkte Vergleich.

## Staffel Ost

### Gruppe Süd
| Pl. | Verein                         | Sp. | S  | U | N  | Tore    | Quote | Punkte |
| --- | ------------------------------ | --- | -- | - | -- | ------- | ----- | ------ |
| 1.  | Unirea Tricolor Bukarest (A)   | 18  | 13 | 3 | 2  | 052:210 | 2,48  | 29:70  |
| 2.  | Maccabi Bukarest               | 18  | 13 | 1 | 4  | 049:280 | 1,75  | 27:90  |
| 3.  | Prahova Ploiești               | 18  | 11 | 4 | 3  | 055:370 | 1,49  | 26:10  |
| 4.  | AS Constanța (N) a             | 18  | 11 | 3 | 4  | 057:340 | 1,68  | 25:11  |
| 5.  | Dacia Unirea Brăila (A)        | 18  | 7  | 3 | 8  | 036:420 | 0,86  | 17:19  |
| 6.  | Franco Româna Brăila           | 18  | 5  | 6 | 7  | 042:380 | 1,11  | 16:20  |
| 7.  | Turda Bukarest (N)             | 18  | 4  | 4 | 10 | 036:490 | 0,73  | 12:24  |
| 8.  | ACFR Brașov (A)                | 18  | 4  | 3 | 11 | 035:510 | 0,69  | 11:25  |
| 9.  | Luceafărul Bukarest (N)        | 18  | 3  | 3 | 12 | 025:500 | 0,50  | 09:27  |
| 10. | Mociornita Colțea Bukarest (N) | 18  | 4  | 0 | 14 | 025:620 | 0,40  | 08:28  |

Platzierungskriterien: 1. Punkte – 2. Direkter Vergleich  – 3. Torquotient – 4. geschossene Tore
| (A) | Absteiger aus der Divizia A     |
| (N) | Neuaufsteiger aus der Divizia C |

### Gruppe Nord
| Pl. | Verein                         | Sp. | S  | U | N  | Tore    | Quote | Punkte |
| --- | ------------------------------ | --- | -- | - | -- | ------- | ----- | ------ |
| 1.  | Gloria CFR Galați              | 18  | 16 | 1 | 1  | 066:160 | 4,13  | 33:30  |
| 2.  | Dacia VA Galați                | 18  | 13 | 2 | 3  | 054:180 | 3,00  | 28:80  |
| 3.  | Dragoș Vodă Cernăuți (A)       | 18  | 10 | 3 | 5  | 058:260 | 2,23  | 23:13  |
| 4.  | Textila MV Iași                | 18  | 9  | 2 | 7  | 032:190 | 1,68  | 20:16  |
| 5.  | Sporting Chișinău              | 18  | 9  | 2 | 7  | 030:310 | 0,97  | 20:16  |
| 6.  | Victoria CFR Iași (N)          | 18  | 5  | 5 | 8  | 023:340 | 0,68  | 15:21  |
| 7.  | Mihai Viteazul Chișinău (N)    | 18  | 5  | 3 | 10 | 023:610 | 0,38  | 13:23  |
| 8.  | Traian Tighina (N)             | 18  | 4  | 3 | 11 | 028:620 | 0,45  | 11:25  |
| 9.  | Hatmanul Luca Arbore Rădăuți b | 18  | 3  | 3 | 12 | 027:440 | 0,61  | 09:27  |
| 10. | Jahn Czernowitz b              | 18  | 2  | 2 | 14 | 015:510 | 0,29  | 06:30  |

Platzierungskriterien: 1. Punkte – 2. Direkter Vergleich  – 3. Torquotient – 4. geschossene Tore
| (A) | Absteiger aus der Divizia A     |
| (N) | Neuaufsteiger aus der Divizia C |

## Staffel West

### Gruppe Süd
| Pl. | Verein                     | Sp. | S  | U | N  | Tore    | Quote | Punkte |
| --- | -------------------------- | --- | -- | - | -- | ------- | ----- | ------ |
| 1.  | CAM Timișoara              | 18  | 15 | 0 | 3  | 064:160 | 4,00  | 30:60  |
| 2.  | CAO Oradea (A)             | 18  | 12 | 1 | 5  | 051:180 | 2,83  | 25:11  |
| 3.  | Jiul Petroșani (A)         | 18  | 11 | 2 | 5  | 041:250 | 1,64  | 24:12  |
| 4.  | Minerul Lupeni (N) a       | 18  | 9  | 1 | 8  | 037:250 | 1,48  | 19:17  |
| 5.  | Craiu Iovan Craiova        | 18  | 9  | 1 | 8  | 035:350 | 1,00  | 19:17  |
| 6.  | Vulturii Textila Lugoj (A) | 18  | 9  | 0 | 9  | 037:380 | 0,97  | 18:18  |
| 7.  | CFR Simeria                | 18  | 8  | 2 | 8  | 024:250 | 0,96  | 18:18  |
| 8.  | Rovine Grivița Craiova     | 18  | 7  | 1 | 10 | 025:430 | 0,58  | 15:21  |
| 9.  | Unirea MV Alba Iulia       | 18  | 5  | 1 | 12 | 018:510 | 0,35  | 11:25  |
| 10. | Șoimii Sibiu c             | 18  | 0  | 1 | 17 | 007:650 | 0,11  | 01:35  |

Platzierungskriterien: 1. Punkte – 2. Direkter Vergleich  – 3. Torquotient – 4. geschossene Tore
| (A) | Absteiger aus der Divizia A     |
| (N) | Neuaufsteiger aus der Divizia C |

### Gruppe Nord
| Pl. | Verein                             | Sp. | S  | U | N  | Tore    | Quote | Punkte |
| --- | ---------------------------------- | --- | -- | - | -- | ------- | ----- | ------ |
| 1.  | Mureșul Târgu Mureș                | 18  | 14 | 1 | 3  | 052:190 | 2,74  | 29:70  |
| 2.  | Industria Sârmei Câmpia Turzii (N) | 18  | 10 | 2 | 6  | 032:240 | 1,33  | 22:14  |
| 3.  | Universitatea Cluj (A)             | 18  | 9  | 3 | 6  | 030:210 | 1,43  | 21:15  |
| 4.  | Crișana Oradea (A)                 | 18  | 7  | 5 | 6  | 031:180 | 1,72  | 19:17  |
| 5.  | Stăruința Oradea                   | 18  | 8  | 2 | 8  | 031:320 | 0,97  | 18:18  |
| 6.  | Olimpia CFR Satu Mare (A)          | 18  | 7  | 1 | 10 | 016:300 | 0,53  | 15:21  |
| 7.  | Monopol Târgu Mureș (N)            | 18  | 6  | 3 | 9  | 028:320 | 0,88  | 15:21  |
| 8.  | Victoria Carei                     | 18  | 6  | 3 | 9  | 015:340 | 0,44  | 15:21  |
| 9.  | Hermannstädter Turnverein          | 18  | 6  | 1 | 11 | 023:390 | 0,59  | 13:23  |
| 10. | Tricolor Baia Mare                 | 18  | 5  | 3 | 10 | 028:370 | 0,76  | 13:23  |

Platzierungskriterien: 1. Punkte – 2. Direkter Vergleich  – 3. Torquotient – 4. geschossene Tore
| (A) | Absteiger aus der Divizia A     |
| (N) | Neuaufsteiger aus der Divizia C |

## Aufstiegsspiele
Die vier Gruppensieger spielten zunächst zwei Aufsteiger in die Divizia A aus. 
|                          | Gesamt |                     | Hinspiel | Rückspiel | 3. Spiel |
| ------------------------ | ------ | ------------------- | -------- | --------- | -------- |
| CAM Timișoara            | 4:2    | Mureșul Târgu Mureș | 4:1      | 0:1       |          |
| Unirea Tricolor Bukarest | 4:2    | Gloria CFR Galați   | 2:2      | 0:0       | 2:0      |

Die beiden unterlegenen Teams ermittelten anschließend den dritten Aufsteiger.
|                   | Gesamt |                     | Hinspiel | Rückspiel |
| ----------------- | ------ | ------------------- | -------- | --------- |
| Gloria CFR Galați | 4:3    | Mureșul Târgu Mureș | 4:1      | 0:2       |